# Jonas Almtorp
Jonas Viktor Almtorp, född 17 november 1983 i Knivsta, är en svensk före detta professionell ishockeyspelare. Almtorp spelade juniorishockey med Modo Hockey och gjorde seniordebut i SHL säsongen 2001/02. Sommaren 2002 valdes Almtorp vid NHL-draften i den fjärde rundan, som 111:e totalt, av Edmonton Oilers. De två efterföljande säsongerna spelade han för Modo, men blev också utlånad till Örnsköldsviks SK och IF Sundsvall Hockey i Hockeyallsvenskan.
Under lockout-säsongen 2004/05 kombinerade Almtorp spel med Brynäs IF och Almtuna IS, innan han de två efterföljande säsongerna blev ordinarie i Brynäs. 2007 lämnade han Sverige för spel i Nordamerika. Han spelade den kommande säsongen för både Springfield Falcons i AHL och Stockton Thunder i ECHL. Han återvände sedan till Sverige och representerade tre olika klubbar i SHL de fyra efterföljande säsongerna: Luleå HF, Södertälje SK och Djurgårdens IF. Mellan säsongerna 2012/13 och 2014/15 spelade han för Linköping HC, innan han lämnade klubben för spel i den Österrikiska ishockeyligan med Graz 99ers. I slutet av januari 2016 stod det klart att Almtorp anslutit till AIK i Hockeyallsvenskan.
Almtorp har representerat Sverige i ungdoms- och juniorsammanhang och spelade bland annat JVM 2003 i Kanada.

## Karriär

### Klubblag

#### 1999–2007: Början av karriären
Almtorp påbörjade sin ishockeykarriär för moderklubben Knivsta IK. Han flyttade sedan för att studera på hockeygymnasiet i Örnsköldsvik och spelade sedan juniorishockey för Modo Hockey. Han tog två SM-silver med klubbens J18-lag säsongerna 1999/00 och 2000/01. Säsongen 2001/02 var Almtorp Modo J20:s bästa poänggörare då han på 37 matcher stod för 44 poäng (26 mål, 18 assist). Samma säsong kallades han upp för tre matcher med seniorlaget i Elitserien, dock utan att få någon speltid. Modo lyckades vinna SM-guld denna säsong, men Almtorp spelade aldrig någon match för laget i slutspelet.
Under sommaren 2002 blev Almtorp vald som 111:e spelare totalt i den fjärde rundan vid NHL Entry Draft av Edmonton Oilers. Den följande säsongen spelade han främst för Modo i Elitserien. Den 31 oktober 2002 gjorde han sitt första Elitseriemål, på Mikael Sandberg, då Linköping HC besegrades med 4–1. Denna säsong lånades han också ut till Örnsköldsviks SK i Hockeyallsvenskan där han gjorde sina två första mål den 20 november 2002, då Team Kiruna IF besegrades med 9–1. På tolv matcher med Örnsköldsvik noterades Almtorp för nio poäng (fem mål, fyra assist). I slutet av mars 2003 förlängde Almtorp sitt avtal med Modo med ett år. Även denna säsong, som kom att bli Almtorps sista i klubben, kombinerade han spel med Modo och spel i Hockeyallsvenskan: denna gång för IF Sundsvall Hockey. Han spelade främst för Sundsvall där han producerade 18 poäng på 32 grundseriematcher. För Modo spelade han 20 matcher och gick poänglös ur samtliga av dessa.
Inför säsongen 2004/05 lämnade Almtorp Modo för spel i Hockeyallsvenskan med Almtuna IS, vilket bekräftades den 3 juni 2004. Mellan jul och nyår blev han utlånad till Brynäs IF i Elitserien och spelade tre matcher för laget, utan att noteras för några poäng. Med Almtuna gjorde han 36 poäng på 44 matcher (16 mål, 20 assist) och blev trea i lagets interna poängliga. I play off-spelet slogs Almtuna omedelbart ut av Bofors IK med 2–1 i matcher. Med tre assistpoäng på dessa matcher var Almtorp, tillsammans med Fredrik Abrahamsson, lagets bästa poänggörare.
I slutet av april 2005 meddelade Brynäs IF att man skrivit ett ettårsavtal med Almtorp. Han spelade därefter sin första kompletta säsong i Elitserien. Almtorp spelade samtliga 50 grundseriematcher och stod för tolv poäng (sex mål, sex assist). Brynäs, som slutade på sjunde plats i grundserien, slogs i SM-slutspelet ut i fyra raka matcher i kvartsfinalserien mot Frölunda HC. I slutet av grundserien 2005/06, den 28 februari 2006, bekräftades det att Almtorp förlängt sitt avtal med Brynäs med ytterligare en säsong.

#### 2008–2018: Etablering i Elitserien och slutet av karriären

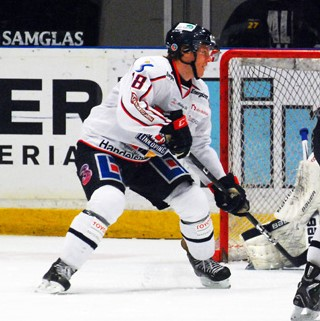
Almtorp med Linköping HC 2012.

Almtorp lämnade Brynäs IF inför säsongen 2008/08 för att försöka ta en plats i NHL med Edmonton Oilers. Han fick dock aldrig speltid i NHL utan hamnade istället i farmarlagen Springfield Falcons i AHL och Stockton Thunder i ECHL. Den 7 oktober 2008 gjorde han AHL-debut i en match mot Manchester Monarchs. Den 9 februari 2009 gjorde han sitt första mål i ligan, på Frank Doyle, i en 1–3-seger mot Lowell Devils. Han spelade totalt 37 AHL-matcher och noterades för två mål och lika många assist. På 27 matcher för Thunder stod han för 17 poäng, varav 7 mål.
Efter säsongens slut återvände Almtorp till Sverige och under sommaren 2008 meddelades det att han skrivit ett try-out-kontrakt med Luleå HF. Hans kontrakt förlängdes sedan, och han spelade med Luleå säsongen ut.
Den 21 maj 2009 meddelade Södertälje SK att man skrivit ett ettårsavtal med Almtorp. Därefter gjorde han sin poängmässigt bästa säsong i SHL då han stod för 32 poäng 54 matcher (13 mål, 19 assist). Han förlängde sitt avtal med Södertälje med ytterligare ett år i april 2010 och blev sedan utsedd till en av lagets assisterande lagkaptener. Han gjorde återigen en stark säsong poängmässigt (27 poäng på 54 matcher) men Södertälje blev trea i Kvalserien till Elitserien i ishockey 2011 och blev därmed nedflyttade till Hockeyallsvenskan. Efter klubbens degradering tillkännagavs det i mitten av april 2011 att Almtorp skrivit ett tvåårsavtal med Djurgårdens IF. Även Djurgården degraderades efter säsongens slut, varför Almtorp bröt kontraktet med klubben och i stället skrev ett ettårsavtal med Linköping HC i maj 2012. I slutet av sin första säsong i Linköping förlängdes Almtorps kontrakt med ytterligare två år.
Efter tre säsonger med Linköping, meddelades det den 10 april 2015 att Almtorp lämnat klubben. I september samma år skrev han på för den österrikiska klubben Graz 99ers med vilka han spelade 39 matcher (12 poäng), innan han lämnade laget i slutet av säsongen 2015/16. Han avslutade istället säsongen med AIK i Hockeyallsvenskan då han skrivit ett avtal med klubben som sträckte sig över säsongen 2016/17. Säsongen 2017/18 kom att bli Almtorps sista i AIK. Han fick en stor del av säsongen spolierad av skador och spelade endast 24 matcher. Efter säsongens slut meddelade AIK att Almtorp lämnat laget. I en intervju publicerad av Upsala Nya Tidning i juni 2018 sa Almtorp att han sannolikt avslutat sin karriär som ishockeyspelare.

### Landslag
Almtorp blev uttagen att spela U18-VM i Finland 2001. Sverige slutade näst sist i sin grupp och missade därmed det följande slutspelet. Man vann sedan sina två matcher i nedflyttningsgruppen och höll sig därför kvar i mästerskapets toppdivision. På sex spelade matcher stod Almtorp för tre poäng (ett mål, två assist). 2003 spelade Almtorp sitt första och enda JVM, som avgjordes i Kanada. Även denna gång misslyckades Sverige att ta sig till slutspelsrundan, men höll sig kvar i JVM:s toppdivision via spel i nedflyttningsgruppen. Almtorp spelade sex matcher och gick poänglös ur samtliga av dessa.

## Statistik

### Klubbkarriär
| 2001–02               | Modo Hockey           | Elitserien            | 3   | 0  | 0   | 0   | 0   | —  | —  | —  | —  | —  |
| 2002–03               | Modo Hockey           | Elitserien            | 28  | 1  | 1   | 2   | 22  | —  | —  | —  | —  | —  |
| 2002–03               | Örnsköldsviks SK      | HA                    | 12  | 5  | 4   | 9   | 49  | —  | —  | —  | —  | —  |
| 2003–04               | Modo Hockey           | Elitserien            | 20  | 0  | 0   | 0   | 4   | 3  | 0  | 0  | 0  | 0  |
| 2003–04               | IF Sundsvall Hockey   | HA                    | 32  | 9  | 9   | 18  | 65  | —  | —  | —  | —  | —  |
| 2004–05               | Almtuna IS            | HA                    | 44  | 16 | 20  | 36  | 56  | 3  | 0  | 3  | 3  | 2  |
| 2004–05               | Brynäs IF             | Elitserien            | 3   | 0  | 0   | 0   | 0   | —  | —  | —  | —  | —  |
| 2005–06               | Brynäs IF             | Elitserien            | 50  | 6  | 6   | 12  | 42  | 4  | 0  | 1  | 1  | 4  |
| 2006–07               | Brynäs IF             | Elitserien            | 46  | 4  | 7   | 11  | 30  | 7  | 2  | 0  | 2  | 6  |
| 2007–08               | Springfield Falcons   | AHL                   | 37  | 2  | 2   | 4   | 18  | —  | —  | —  | —  | —  |
| 2007–08               | Stockton Thunder      | ECHL                  | 27  | 7  | 10  | 17  | 22  | —  | —  | —  | —  | —  |
| 2008–09               | Luleå HF              | Elitserien            | 53  | 6  | 10  | 16  | 38  | 5  | 0  | 1  | 1  | 6  |
| 2009–10               | Södertälje SK         | Elitserien            | 54  | 13 | 19  | 32  | 36  | 10 | 5  | 4  | 9  | 14 |
| 2010–11               | Södertälje SK         | Elitserien            | 54  | 5  | 22  | 27  | 56  | 10 | 1  | 1  | 2  | 6  |
| 2011–12               | Djurgårdens IF        | Elitserien            | 50  | 6  | 6   | 12  | 18  | 9  | 0  | 0  | 0  | 4  |
| 2012–13               | Linköping HC          | Elitserien            | 53  | 6  | 8   | 14  | 20  | 10 | 0  | 3  | 3  | 4  |
| 2013–14               | Linköping HC          | SHL                   | 49  | 8  | 13  | 21  | 30  | 14 | 2  | 4  | 6  | 6  |
| 2014–15               | Linköping HC          | SHL                   | 51  | 3  | 12  | 15  | 24  | 10 | 0  | 1  | 1  | 0  |
| 2015–16               | Graz 99ers            | EBEL                  | 39  | 6  | 6   | 12  | 16  | —  | —  | —  | —  | —  |
| 2015–16               | AIK                   | HA                    | 9   | 2  | 1   | 3   | 6   | 10 | 2  | 1  | 3  | 4  |
| 2016–17               | AIK                   | HA                    | 52  | 4  | 14  | 18  | 28  | 8  | 4  | 1  | 5  | 8  |
| 2017–18               | AIK                   | HA                    | 24  | 1  | 5   | 6   | 6   | —  | —  | —  | —  | —  |
| Elitserien/SHL totalt | Elitserien/SHL totalt | Elitserien/SHL totalt | 514 | 58 | 104 | 162 | 320 | 82 | 10 | 15 | 25 | 50 |
| HA totalt             | HA totalt             | HA totalt             | 173 | 37 | 53  | 90  | 210 | 21 | 6  | 5  | 11 | 14 |

### Internationellt
| År            | Lag           | Turnering     | Matcher | Mål | Assists | Poäng | Utv. |
| ------------- | ------------- | ------------- | ------- | --- | ------- | ----- | ---- |
| 2001          | Sverige       | U18-VM        | 6       | 1   | 2       | 3     | 2    |
| 2003          | Sverige       | JVM           | 6       | 0   | 0       | 0     | 4    |
| Junior totalt | Junior totalt | Junior totalt | 12      | 1   | 2       | 3     | 6    |